# Kriegsbücherei der deutschen Jugend
Die Kriegsbücherei der deutschen Jugend war eine deutsche Heftroman-Serie, die von 1939 bis 1945 in wöchentlicher Ausgabe in den Steiniger-Verlagen, Berlin, erschien.  Sie war vom Reichsjugendführer Baldur von Schirach initiiert worden und besaß die Unterstützung des Oberkommandos des Heeres, des Oberkommandos der Marine sowie des Oberbefehlshabers der Luftwaffe. Neben den 156 in Reihe publizierten Bänden wurden von 1942 bis 1945 noch 14 nicht nummerierte Sonderdrucke veröffentlicht, die unverkäuflich waren und offenbar auf dem Dienstweg an Institutionen wie die Wehrmacht geliefert wurden. Die Hefte erschienen im Mittelformat in einem Umfang von 32 Seiten. Aufgrund von Papiermangel scheint die Serie im Verlauf des Zweiten Weltkriegs nicht regelmäßig erschienen zu sein.

## Propagandistischer Auftrag und Autoren
Formales Vorbild war offenbar die Heftromanserie Unter deutscher Flagge, die zwar bereits vor dem Ersten Weltkrieg erschienen war, aber 1933/34 als einzige Militärromanheftserie des Deutschen Kaiserreichs noch einmal eine kurzfristige Neuauflage erlebt hatte. Die Kriegsbücherei sollte nach eigener Darstellung dem selbstbewussten Stolz der deutschen Jugend dienen und gleichzeitig die Opferbereitschaft intensivieren. Weiterhin sollte sie der Verbindung zwischen den Männern an der Front und den Jugendlichen in der Heimat dienen.
Als Verantwortliche für den Inhalt der Serie wurden in Heft Nr. 1 genannt: Der Hauptschriftleiter des Hitlerjugend-Führungsorgans Wille und Macht und Pressereferent des Reichsleiters für die Jugenderziehung der NSDAP Günter Kaufmann für die Reichsjugendführung, ein Oberstleutnant Voelckers für das Heer, ein Korvettenkapitän Nahrath für die Kriegsmarine und Peter Supf für das Reichsluftfahrtministerium.
Als Verfasser der Bände waren einerseits bekannte Schriftsteller wie Franz Schauwecker, Friedrich Freksa, Fritz Otto Busch, Jakob Kinau und Fred Schmidt tätig, andererseits aber auch jüngere Autoren, die zum Teil als Kriegsberichterstatter arbeiteten wie Otto Mielke und Henri Nannen. Weitere Autoren waren Josef Müller-Marein (Pseudonym: Jupp Müller-Marein), Walter Henkels und der spätere Filmregisseur Alfred Weidenmann (Pseudonym: W. Derfla).

## Themen
Die Serie behandelte ausschließlich reale Ereignisse des Zweiten Weltkriegs in Europa und Nordafrika. Protagonisten waren die drei Teilstreitkräfte der Wehrmacht: das Heer, die Luftwaffe und die Kriegsmarine. Ein Titel lässt sich dem Einsatz der Waffen-SS zuordnen (Alfred Thoss: Waffen-SS im Kampf vor Leningrad, Nr. 151).
Auffällig ist, dass die Ostfront als europäischer Hauptkriegsschauplatz in der Darstellung nur eine untergeordnete Rolle einnahm. Der ostasiatische Kriegsschauplatz wurde nicht thematisiert. Soweit sich den Titeln entnehmen lässt, lag der Schwerpunkt der Darstellungen entgegen der Kriegsrealität eindeutig auf dem Seekrieg bzw. Luftkrieg.  Diese Auswahl hatte möglicherweise dramaturgische Gründe, da bei der Thematisierung des Seekriegs an die Struktur des Reiseromans angeknüpft werden konnte, der dem Leser eine größtmögliche Identifikation mit den Protagonisten der Handlung ermöglicht. Auffällig ist weiterhin, dass offenbar kein Band den Partisanenkrieg thematisierte.

## Nachwirkung. Nachfolger in der Bundesrepublik
Im Zuge der Wiederbewaffnung der Bundesrepublik Deutschland entstanden bereits 1954 vier Militärserien in Romanheftform, die strukturell unmittelbar an die Kriegsbücherei anknüpften: SOS – Schicksale deutscher Schiffe, Anker-Hefte. Seefahrt in aller Welt, Fliegergeschichten und Soldatengeschichten aus aller Welt. Alle vier Serien erschienen im Moewig-Verlag (Pabel-Moewig), München. Als Autoren waren Fritz Otto Busch, Otto Mielke und Peter Supf tätig; Fred Schmidt, der 1957 beim Untergang der Pamir ums Leben kam, war zeitweise sogar Herausgeber der SOS-Serie.
1958 erfolgte die Gründung der Serie Der Landser beim Pabel-Verlag, Rastatt. Hier gab es zwar keine personelle, jedoch eine thematische Kontinuität der Kriegsbücherei.

## Titel der Ausgaben
1. Franz Schauwecker: Vor dem Sturmangriff.
2. Fritz Otto Busch: Das war die „Courageous“! Die Versenkung des ersten englischen Flugzeugträgers.
3. Peter Supf, Kurt Krispien: Sieger auf verlorenem Posten.
4. Joachim Matthias: Hinter den feindlichen Linien gelandet.
5. Wilhelm Hoeppener-Flatow: Dreihundert auf einen Schlag. Die kühne Tat des Sanitätsgefreiten Hupf.
6. W. Derfla (d. i.: Alfred Weidenmann): Ich stürmte das Fort III. Der Angriff auf Modlin. Den Erlebnissen eines Gefreiten nacherzählt.
7. Georg Böse: Besatzung Teichert schlägt sich durch. Die Abenteuer notgelandeter deutscher Flieger.
8. W. Derfla (d. i.: Alfred Weidenmann): Unternehmen Jaguar. Taten der Panzerwaffe in Polen.
9. Wilhelm Hoeppener-Flatow: Der Kampf mit der Mine. Die Kriegsfahrt zweier Jungen auf der Ostsee.
10. Joachim Matthias: Zweimal gegen Engelland! Kühne Taten unserer Küstenaufklärer.
11. Joachim Matthias: Gruppe Loeff vereitelt den Durchbruch. Flieger und Infanterie in gemeinsamer Front.
12. Kurt Jentkiewicz: Drei Flieger und ein ganzes Regiment. Erzählung aus dem Feldzug gegen Polen.
13. Joachim Matthias: Die überraschten Poilus. Spähtruppunternehmen am Westwall.
14. Friedrich Eisenlohr: Bomber über Warschau. Kameradschaft zweier deutscher Flieger.
15. Georg Böse: Die Nacht von Ilica.
16. Fritz Otto Busch: Englands erste Schlappe. Der englische Luftangriff auf Wilhelmshaven.
17. Wilhelm Hoeppener-Flatow: Jürgen rettet sein Dorf. Abenteuer eines volksdeutschen Jungen in Polen.
18. Franz Schauwecker: Einer von vielen.
19. Jakob Kinau: Vorpostenboot „Seehund“. Kriegsfahrten in Nord- und Südsee.
20. Wolfgang Falck: Messerschmitt-Zerstörer greifen an! Kampferlebnisse in Polen und der Sieg bei Helgoland.
21. Herbert Sprang: Untergang der Rawalpindi. Taten deutscher Seestreitkräfte im Nordatlantik.
22. Joachim Matthias: Fesselballon im Feuer. Kriegserlebnisse einer Fesselballonmannschaft.
23. Paul Reymann: So fiel Hela! Kämpfe und Erlebnisse um Polens letzten Stützpunkt.
24. Ulrich Sander: Die Brücke mit den roten Türmen. Pioniere auf der Wacht.
25. Jakob Kinau: Mit Käppen Jonas auf U-Bootjagd. Vorpostenboot auf Kaperfahrt.
26. Karl Spoerer: Dreimal über London. Kriegserlebnisse eines Bordfunkers.
27. Wilhelm Hoeppener-Flatow: Matrosengefreiter Jesen und sein Sohn. Das Heimaterlebnis eines deutschen Jungen während des Krieges.
28. Ulrich Sander: Der Regimentsadjutant. Das kämpferische Leben eines deutschen Offiziers.
29. Arthur Kuhn: Auf Wacht in der Nordsee. Hetzjagd gegen den Feind.
30. Joachim Fischer: Dem Feinde entronnen! Eine halbe Stunde in französischer Gefangenschaft.
31. Hermann Bruckschen: Fischdampfer im Kriegsdienst. Auf Vorposten in der Ostsee.
32. Diedrich Helm (d. i.: Helmut Holscher): Morgen werden Sie erschossen! Deutscher Flieger als Spion verhaftet.
33. Eduard Curt Christophé: Hände hoch, Gentlemen! Kühne Tat eines Fünfzehnjährigen.
34. Robert Buck: So stürmten wir Lüttich!
35. Axel Ulf: Konvoi in Sicht! Erlebnisse eines auslandsdeutschen Schiffsjungen in der Nordsee.
36. Adolf Ahrens: Die Bremen schlägt sich durch. Die Heimkehr des größten deutschen Handelsschiffes. Aufgezeichnet von Christian Hilker.
37. Eduard Curt Christophé, Kurt Krispien: Wir versenken ein Schlachtschiff!
38. H. P. Harms (d. i.: Hanns Gensecke-Harms): Dichthalten. Eine Flieger-Geschichte von Freundschaft und Treue.
39. Jan Pieter Grove (d. i.: Eduard Curt Christophé): Schnellboote vor Dover.
40. Ernst Corester: Pionier Hartmann schlägt eine Bresche.
41. Eduard Curt Christophé: Stukas gegen Panzer.
42. Jakob Kinau: Durchbruch nach Oslo. Aus dem Kriegstagebuch eines Tapferen.
43. Wilhelm Hoeppener-Flatow: Vermißt im Niemandsland. Schütze Echberg, das Sorgenkind der Kompanie.
44. Eduard Curt Christophé: Der tolle Wolf.
45. Kurt Kränzlein: Stoßtrupp auf Behlingen. Gewaltsame Aufklärung vor dem Westwall.
46. Hans E. Dettmann: Kameraden der HE 114. Gegen englische Flugzeuge und U-Boote vor Norwegen.
47. Wulf Bley: Fernaufklärer über England.
48. Joachim Tidick: In letzter Minute. Die dramatische Rettung der vier Mann im Schlauchboot.
49. Eduard de la Croix: Calais sturmreif. Deutsche Divisionen am Kanal.
50. Hermann A. K. Jung: Deutsche U-Boote greifen an. Mit falschem Paß im britischen Geleitzug.
51. Hans-Jürgen Hauptmann (d. i.: Eduard Curt Christophé): Heinkel-Bomber über Paris.
52. Jupp Müller-Marein: Panzer stoßen zum Meer. Die Tankschlacht vor Namur und der Vormarsch durch Frankreich.
53. Otto Mielke: Alarm an der Küste. Marineflak vernichtet englischen Bomber.
54. Friedrich Freksa: Wir durchstoßen die Maginotlinie! Eine Infanterie-Kompanie bezwingt wichtige Panzerwerke.
55. Hans-Hermann Lund (d. i.: Eduard Curt Christophé): Verdun! In Frankreichs Festungsgürtel.
56. Jakob Kinau: Der Tiger der Fjorde. Kaperfahrten vor Norwegen.
57. Alfred Hein: General Rössel greift ein. Im Fieselerstorch über dem Schlachtfeld.
58. Wilhelm Schremmer: Schüsse im Teufelswald. Ein Unternehmen in Belgien.
59. Fritz List: Volltreffer auf der „Glorious“. Mit deutschen Schlachtschiffen im Nordmeer.
60. Konrad Prack (d. i.: Eduard Curt Christophé): Feindjäger über der Maas. Feuertaufe junger Flaksoldaten in Belgien.
61. Jan Pieter Grove (d. i.: Eduard Curt Christophé): Drei Hurras für „Blücher“. Der todesmutige Einsatz der Kriegsmarine in Südnorwegen.
62. Joachim Matthias: Und trotzdem Sieger!
63. Ulrich Maletzki: Handgranaten gegen Blockhaus B. Gruppe Plock auf Spähtrupp in Frankreich.
64. Ernst Burgunder (d. i.: Günter E. Brandenburger): Giftzwerg, der Minenmixer. Deutscher Minenleger auf Kriegsfahrt.
65. Joachim Matthias: Fallschirmjäger über Holland.
66. Curt Strohmeyer: Der Panzerjäger von Abbéville. Mit Richtmaschine und Fadenkreuz auf feindliche Panzer.
67. Hans Giese: U-Boot-Jagd vor Norwegen. Der Kommandant erhielt das Ritterkreuz.
68. Kurt Krispien: Hein Brodersen, der Flieger. Ein Bericht von Kameradschaft und Einsatzbereitschaft unserer Luftwaffe.
69. Hans-Hermann Lund (d. i.: Eduard Curt Christophé): Siebzehn Mann stoßen vor. Kämpfe um Eisenbahnanlagen in Norwegen.
70. Herbert Nolte: Der Schrecken des Kanals. Schnellbote greifen an.
71. Herbert Dörr: Panzerspähwagen voraus! Ein Funker erlebt die Schlacht bei Amiens.
72. Hermann Rink: „Seal“ setzt weiße Flagge. Wie das größte englische U-Boot erbeutet wurde.
73. Karl G. P. Henze: Husarenstreich auf englischem Boden. Commander MacAllens unfreiwillige Luftreise nach Deutschland.
74. Kurt Parbel: Zerstörer Kurs Narvik! Der kühne Vorstoß der Gruppe Bonte zum norwegischen Erzhafen.
75. Kurt Parbel: Gruppe Dietl verteidigt Narvik. Der Heldenkampf der ostmärkischen Gebirgstruppen am Rande des Polarkreises.
76. Joachim Fischer: Dünkirchen. Franzosen opfern sich für England.
77. Fred Schmidt: „Ludolf Oldendorff“ kehrt heim. Ein Handelsdampfer überlistet die Engländer.
78. Joachim Fischer: Pioniere kämpfen Eben-Emael nieder. Der Fall der stärksten Forts von Lüttich.
79. Walter H. Köhler: Torpedo los! U-Boot im Kampf mit einem englischen Kreuzer.
80. Kurt Günther: Jagd auf feindliche Panzer. Mit einer Vorausabteilung bis über die Marne.
81. Karl G. P. Henze: „Empreß of Britain“ fährt in den Tod. Die Versenkung des viertgrößten britischen Handelsschiffes durch ein deutsches Kampfflugzeug und ein deutsches U-Boot.
82. Christoph von Imhoff: Der Hölle entronnen. Zwei deutsche Pioniere entkommen der englischen Gefangenschaft in Dünkirchen.
83. Theodor Hülper: Wir holen Erz aus Narvik. Handelsdampfer „Neuenfels“ durchbricht die Minensperre.
84. Karl G. P. Henze: Bomben auf Coventry. Erlebnisse der Besatzung einer „Ju 88“ beim Einsatz gegen England.
85. Karl G. P. Henze: Prien versenkt acht Schiffe aus einem Geleitzug. Der erfolgreiche U-Bootkommandant im Kampf gegen England.
86. Ulrich Maletzki: Das Geheimnis der Ruinenstadt. Erlebnisse eines Funktrupps im Westen.
87. Otto Mielke: Zerstörer im Handelskrieg.
88. Karl G. P. Henze: Fernbomber über dem Atlantik. Erlebnisse einer „Kondor“-Besatzung im Kampf gegen England.
89. Hermann Bruckschen: Wir jagen U-Boote. Vom heldenmütigen Kampf unserer U-Jagdflottillen im Skagerrak.
90. Bert Naegele: Ein Leutnant und zwei Mann. Wie ein paar Panzerjäger vier schwere Bunker nahmen.
91. Karl G. P. Henze: Kampfgeschwader über Serbien. Im Einsatz gegen feindliche Festungen, Bunker und Kolonnen.
92. Herbert Sprang: Auf Fahrt nach Drontheim. Die Briten um zehn Stunden geschlagen.
93. Bert Naegele: Vorausabteilung Hagen hält Crepy. Panzerjäger und Flakmänner zerschlagen eine feindliche Division.
94. Horst Kanitz: Scheinwerfer „Caesar“ – Licht auf! Feindbomber im Scheinwerferlicht.
95. Arthur Kuhn: Achtung – Minen! Minen-Räumboote im Kanal.
96. Walter Menningen: Panzerpioniere im Häuserkampf. Wie Hazebrouck in deutsche Hände fiel.
97. Karl G. P. Henze: Stukas greifen Malta an. Der Einsatz der deutschen Luftwaffe im Mittelmeer.
98. Hans-Joachim Biebrach: Flammenwerfer vor!
99. Fritz Niederlein: mb, funkbereit! Kampferlebnisse von Nachrichtensoldaten. Aus eigenen Kriegserlebnissen und Erlebnisschilderungen der Truppe.
100. Albert Klapprott: Notlandung im Hafen von Narvik. Erlebnis einer deutschen Seeflugzeugbesatzung im Norwegen-Feldzug.
101. Walter Enz: Ganze Batterie ... Feuer! Schwere Artillerie im Einsatz gegen Frankreich.
102. Otto Mielke: Schlachtschiffe im Atlantik. Wie ein deutsches Schlachtschiff aus einem Geleitzug 86 000 Bruttoregistertonnen versenkte.
103. Karl G. P. Henze: Nachtjäger am Feind. Einsatz und Kampf deutscher Nachtjäger gegen britische Bomber. Unter Zugrundelegung persönlicher Erlebnisse eines erfolgreichen deutschen Nachtjägers.
104. Erwin Kiekheben-Schmidt: Unternehmen „Panzerzug“.
105. Markus Joachim Tidick: Husarenstreiche deutscher Stukas. Erlebnisse einer deutschen Stuka-Besatzung während der Kampfhandlungen im Westen.
106. Werner Lahne: Stoßtrupp Reinhold. Ein deutscher Stoßtrupp macht seine ersten Gefangenen.
107. Otto Mielke: Vorpostenboote im Kampf. Vom Einsatz unserer Vorpostenboote an der skandinavischen Küste.
108. Karl G. P. Henze: Wir jagen die Sowjets. Erlebnisse deutscher Kampfflieger im Kampf gegen den Weltfeind.
109. Hinrich Hemmelskamp (d. i.: Helmut Holscher): Wir vom Spähtrupp Hase. Dreimal auf Erkundung gegen Frankreich.
110. Hans E. Dettmann: Fliegerrettung durch U-Boot. Nach Berichten einer Do-Flugbootbesatzung erzählt.
111. Walter Menningen: Der Kanal brennt! Vom Einsatz unserer Pioniere im Westen.
112. Hans Eduard Dettmann: Aufklärungsflüge über dem Eismeer.
113. Ernst Diekmann: Stützpunkt Z wird genommen. Ein schneidiges Stoßtruppunternehmen aus den Vorfeldkämpfen im Westen.
114. Karlheinz Holzhausen: Ein Schlauchboot im Mittelmeer.
115. Willy Fischer: Pak gegen Transporter. Bericht vom Einsatz der Panzerjäger.
116. Josef Vidua: Handstreich auf Milos.
117. Walter Estermann: Kolonnenfahrer in Afrika.
118. Hermann Marten: Zwischenlandung in England. Husarenstück einer deutschen Flugzeugbesatzung.
119. Fritz Böltz: Auf Feindfahrt in nordischen Gewässern.
120. Ludwig von Danwitz: Die Bunkerknacker vom Bug. Bericht von den ersten Kampftagen im Osten.
121. Hanns Gert Freiherr von Esebeck: Abenteuer in der Cyrenaika / von Hanns Gert Freiherr von Esebeck.
122. Jürgen Eick: Panzerspähtrupp überfällig.
123. Horst Bree: Ein Wiedersehen in der Ukraine. Herbsttage in der Bretagne.
124. Walter Menningen: Pioniere zerstören sowjetische Rollbahn. Ein Pionier-Bataillon führt einen wichtigen Auftrag aus.
125. Ludwig von Danwitz: Fernkampfflieger im Einsatz.
126. Ernst Erich Strassl: Durchbruch durch die Metaxas-Linie.
127. Rudolf Brüning: Gegen Flugzeuge und Kampfwagen. Einsatz deutscher Flakartillerie im Westen und Osten.
128. Walter Menningen: Panzer gegen Panzer. Vom Einsatz deutscher Panzer gegen d. Sowjets.
129. Karlheinz Holzhausen: Sturzkampfflugzeug „Fritz Paula“. Erlebnisse einer Flugzeugbesatzung auf verschiedenen Kriegsschauplätzen.
130. Willi Gleichfeld: Wir fahren um das Nordkap. Mit Minensuchern über 30 Breitengrade.
131. Walter Menningen: Durch Sand und Sumpf. Auf den Spuren unserer schnellen Verbände im Osten.
132. Gerhard Ising: Flakartillerie kämpft um die Thermopylen.
133. Heinrich Rodemer: Gebirgsjäger in Griechenland.
134. Erhardt Eckert: Oberstabsarzt Winnetou. Aus dem Leben eines Luftwaffen-Arztes.
135. Walter Menningen: Vorwärts, immer vorwärts! Vom Siegeszug unserer Infanterie im Osten.
136. Herbert Sprang: Staubwolke und Neptun. Auf Geleitzugjagd im Mittelatlantik.
137. Anton Müller-Engstfeld: Aus Sumpf und Urwald zurück. Deutsche Flieger kämpfen sich durch bolschewistische Stellungen.
138. Bernd Richter: Von Saloniki bis Afrika.
139. Ernst Erich Strassl: Kampf auf Kreta.
140. Walter Henkels: 38 Mann stürmen Vichy.
141. Fritz Böltz: In Bocca al lupol.
142. Georg Schmidt: Der Kradmelder des Generals.
143. Fritz Böltz: Schnellboote kämpfen vor Sewastopol.
144. Henri Nannen: Störungsfeuer von „M 17“. Ein Flaksoldat besteht seine Feuerprobe.
145. Valentin Schuster-Hugo: Küchenchef, Kompanieschuster und Kolonnenhund. Männer, die im Schatten kämpfen.
146. Willi Gleichfeld: Wir steuern westwärts.
147. Otto Köhnke: Die eisernen Drei. In jedem Feldzug einmal abgeschossen und auch jetzt wieder dabei.
148. Albert Wolff: Sanitäter! Sanitäter!
149. Wolfgang Kaden: Mit der Haiflottille in die Polarnacht.
150. Horst Kanitz: 7 Mann auf Kreta. Vom Einsatz unserer Flieger u. Luftlandetruppen.
151. Alfred Thoss: Waffen-SS im Kampf vor Leningrad.
152. Hermann Bruckschen: Wir fuhren auf allen Schiffen. Matrosen auf der Steuermannschule.
153. Hans Ulrich Freiherr von Wangenheim: Wir jagen Sowjetpanzer.
154. Otmar Haas: Kurierflieger unterwegs.
155. Karl Haag: Jagd in Lappland.
156. Heinz Ockhardt: Eine Stuka-Staffel im Osten.

### Sonderdrucke ohne Nummerierung
- Ulrich Maletzki: Handstreich gegen Kowno
- Horst Meyer-Haenel: Die Männer von Swadnika
- Hein Thiel: Im Sturmgeschütz gegen Nowgorod
- Joachim Fischer: Kamjenka
- Hans-Gotthard Pestke: Wikingerfahrt nach Dagö
- Georg Schmidt: Siebente – marsch!
- Herbert Sprang: U-Boote feindwärts
- Franz Ganswind: Kradschützen brechen durch
- Josef Vidua: Panzer nach Kreta
- Hans Jürgen Krüger: Sturmgeschütze jagen Panzer
- Hans Thyssen: Schnellboote vor Afrikas Küsten
- Hans Thyssen: Das Gerät Dora X
- Fritz Weidt: Die roten Ruinen
- Otto-Henning Kempfe: 13 Tage hinter sowjetischen Linien